# Républicains du centre
Le groupe parlementaire des Républicains du centre est un groupe constitué à l'Assemblée nationale en 1932 à l'initiative de Joseph Rossé, député UPR de Colmar. Seulement six députés, élus de l'Alsace et de la Lorraine, rejoignent le nouveau groupe, d'inspiration conservatrice et démocrate-chrétienne. En juillet 1932, il s'agit du plus petit groupe de l'Assemblée avec 6 députés.
En 1936, les membres du groupe des Républicains du centre se retrouvent au sein du nouveau groupe des Indépendants d'action populaire.

## Sources
1. ↑  Vincent Adoumié, De la République à l'État français 1918-1944, Hachette supérieur, dl 2013, ©2013 (ISBN 978-2-01-140014-7 et 2-01-140014-7, OCLC 862743948, lire en ligne), p. 55